# Llengües miwok
Les llengües miwok (/ˈmiːwɒk/; Miwok: míwːɨːk), també conegudes com a moquelumnan, són un grup de llengües amenaçades parlades pels miwok de Califòrnia central a la Sierra Nevada. Hi ha unes poques dotzenes de parlants de les tres llengües miwok de la Sierra, i el 1994 dos parlant de miwok del llac. La millor testimoniada és el miwok del sud de la Sierra, del qual van prendre el nom Yosemite.

## Llengües
- Miwok de l'Est
  - Miwok de la planura (†)
  - Miwok de la badia (AKA Saclan) (†)
  - Miwok de la sierra
    - Miwok de la sierra del nord
    - Miwok de la sierra central
    - Miwok de la sierra del sud
- Miwok de l'Oest
  - Miwok de la costa (†) (dialectes Bodega i Marin)
  - Miwok del llac